# 風色日向
風色 日向（かぜいろ ひゅうが、6月23日 - ）は、宝塚歌劇団宙組に所属する男役スター。
東京都練馬区、区立開進第四中学校出身。身長175cm。愛称は「ひゅーが」、「ひなこ」、「風の色は何色」。

## 来歴
2014年、宝塚音楽学校入学。音楽学校の文化祭では演劇部門で主役を務める。
2016年、音楽学校卒業後、宝塚歌劇団に102期生として入団。入団時の成績は6番。星組公演「こうもり／THE ENTERTAINER!」で初舞台。その後、宙組に配属。
2019年の「エル ハポン」で新人公演初主演。
2022年の「NEVER SAY GOODBYE」で2度目の新人公演主演。
2024年の「MY BLUE HEAVEN」でバウホール公演初主演。

## 人物
小さな頃から歌が好きで、ミュージカルに親しんできた。
中学1年の時に宝塚を初観劇。きらびやかな衣装、キラキラした世界に心を奪われ、高身長を生かせる宝塚を目指すようになる。
ディズニーアニメ「ポカホンタス」の中で流れる歌の歌詞からとって、芸名を「風色」とした。

## 主な舞台

### 初舞台
- 2016年3 - 4月、星組『こうもり』『THE ENTERTAINER!』（宝塚大劇場のみ）

### 宙組時代
- 2016年7 - 10月、『エリザベート-愛と死の輪舞（ロンド）-』[3]
- 2017年2 - 4月、『王妃の館-Château de la Reine-』『VIVA! FESTA!』
- 2017年6月、『パーシャルタイムトラベル 時空の果てに』（バウホール） - 中世の男
- 2017年8 - 11月、『神々の土地』 - 新人公演：ロマン・ポチョムキン（本役：瑠風輝）『クラシカル ビジュー』
- 2018年1月、『WEST SIDE STORY』（東京国際フォーラム） - シャークスの男
- 2018年3 - 6月、『天（そら）は赤い河のほとり』 - ジュダ・ハスパスルピ／ユルドゥズ、新人公演：シュバス（本役：瑠風輝）『シトラスの風-Sunrise-』
- 2018年10 - 12月、『白鷺（しらさぎ）の城（しろ）』『異人たちのルネサンス』 - 新人公演：枢機卿（本役：実羚淳）／執事／トルコダンサー
- 2019年2 - 3月、『群盗-Die Räuber-』（ドラマシティ・日本青年館） - コジンスキー／監督員
- 2019年4 - 7月、『オーシャンズ11』 - 新人公演：ライナス・コールドウェル（本役：和希そら）[3]
- 2019年8 - 9月、『追憶のバルセロナ』 - ロベール『NICE GUY!!』（全国ツアー）
- 2019年11 - 2020年2月、『El Japón（エル ハポン）-イスパニアのサムライ-』 - 吉内、新人公演：蒲田治道（本役：真風涼帆）『アクアヴィーテ（aquavitae）!!』 新人公演初主演[5][3]
- 2020年8月、『壮麗帝』（ドラマシティ） - 奴隷商人／ムスタファ[6]
- 2021年6 - 9月、『シャーロック・ホームズ-The Game Is Afoot!-』 - マクファースン／ボヘミア王、新人公演：J・モリアーティ大佐（本役：紫藤りゅう）『Délicieux（デリシュー）!-甘美なる巴里-』
- 2021年11 - 12月、『プロミセス、プロミセス』（ドラマシティ・東京建物 Brillia HALL） - エディ
- 2022年2 - 3月、『NEVER SAY GOODBYE』（宝塚大劇場） - ハンス[注釈 1][7]
- 2022年4 - 5月、『NEVER SAY GOODBYE』（東京宝塚劇場） - ハンス、新人公演：ジョルジュ・マルロー（本役：真風涼帆） 新人公演主演[7]
- 2022年6 - 7月、『カルト・ワイン』（東京建物 Brillia HALL・ドラマシティ） - オークショニア
- 2022年8 - 11月、『HiGH&LOW-THE PREQUEL-』 - KOO、新人公演：ROCKY（本役：芹香斗亜）『Capricciosa（カプリチョーザ）!!』[2]
- 2023年3 - 6月、『カジノ・ロワイヤル〜我が名はボンド〜』 - グレゴリー
- 2023年7 - 8月、『大逆転裁判』（ドラマシティ・KAAT神奈川芸術劇場） - 亜双義一真
- 2023年9月、『PAGAD（パガド）』 - シャンボール『Sky Fantasy!』（宝塚大劇場のみ）
- 2024年6 - 8月、『Le Grand Escalier-ル・グラン・エスカリエ-』
- 2024年10月、『MY BLUE HEAVEN-わたしのあおぞら-』（バウホール） - 天地楽 バウ初主演[8][9]
- 2025年1 - 4月、『宝塚110年の恋のうた』『Razzle Dazzle（ラズル ダズル）』 - オリバー
- 2025年6 - 7月、『ZORRO THE MUSICAL』（東急シアターオーブ） - ガルシア
- 2025年9 - 2026年1月、『PRINCE OF LEGEND』 - 結城理一『BAYSIDE STAR』

## 出演イベント
- 2017年12月、タカラヅカスペシャル2017『ジュテーム・レビュー-モン・パリ誕生90周年-』[注釈 2]
- 2018年7月、『宝塚巴里祭2018』[10]
- 2023年1月、芹香斗亜ディナーショー『KISS-kiki sing&swing-』[11]

## CM出演
- 2021年10月 - 、ダイキン工業『うるさらX』[12]